# Генадиј Литовченко
Генадиј Литовченко (укр. Геннадій Володимирович Литовченко, рус. Геннадий Владимирович Литовченко; 11. септембар 1963) бивши је совјетски и украјински фудбалер.
Између 1984. и 1990. године наступио је 57 пута за репрезентацију Совјетског Савеза и постигао 14 голова. Био је члан тима који је учествовао на Светском првенству 1986. у Мексику и 1990. у Италији. Године 1988. био је члан тима који је освојио сребрну медаљу на Европском првенству одржаном у Западној Немачкој. Постигао је гол против Италије у полуфиналу, када су Совјети победили резултатом 2:0. Одиграо је четири меча за репрезентацију Украјине.

## Успеси
Дњепар Дњепропетровск
- Првенство СССР: 1983.

Динамо Кијев
- Првенство СССР: 1990.
- Куп Совјетског Савеза: 1990.

Олимпијакос
- Куп Грчке: 1992.

СССР
- Сребрна медаља Европско првенство 1988. у Западној Немачкој